# Río Negro (Hornopirén)
El río Negro es un curso natural de agua de la Región de Los Lagos que nace en las laderas del volcán Hornopirén y tras corto trayecto desemboca en el canal Hornopiren, no lejos del Poblado Río Negro.

## Trayecto
Tanto el mapa File:41-pto-montt-ancud-castro-MP0001339.pdf del Instituto Geográfico Militar de Chile (1945, 1:500.000) como el de Luis Risopatrón File:13-puerto-montt-ancud.jpg muestran al río Negro (Hornopiren) y al río Blanco (Hornopirén) desembocando juntos en el canal Hornopiren. Sin embargo, ambos ríos desembocan separados y entre ellos descansa el pueblo de Hornopirén, como lo muestra el mapa más actual   y también el mapa de localización a la izquierda.
El río nace por drenaje subterráneo del lago General Pinto Concha y recorre 19 km hasta su desembocadura.

## Caudal y régimen
Su caudal crece por las lluvias del invierno pero también por el derretimiento de las nieves en verano.

## Historia
Ramón Serrano Montaner lo menciona en su Derrotero de 1891: 458 
.. El canal que forman las islas por el Norte se llama Hornopiren i en su parte Este se vacia el río Negro, de bastante caudal i navegable por botes i lanchas un largo trecho, lamiendo las faldas del volcan Hornopiren.
Luis Risopatrón escribió en 1924 en su obra Diccionario Jeográfico de Chile|:
Negro (Rio) 41 ° 46' 72° 25'. Es bastante caudaloso, de aguas cristalinas, nace en el lago Jeneral Pinto Concha, arrastra grandes palizadas, presenta un salto de mas de 10 m de altura i serpentea por un ancho i húmedo valle, apropiado solamente para la cria de ganado mayor, salvo algunas faldas en que se desarrolla bien la papa; concluye en una llanada de la parte N del canal Hornopiren, de no menos de 10 kilómetros de ancho, desprovista de árboles. En el último trecho es navegable por embarcaciones menores. 1, I, p. 215; VIII, p. 101; i XXV, p. 257, 264 i 377; 79, 1916, p. 308; i 156.